# Groupe Vial
Groupe Vial était une société spécialisée dans la fabrication et la vente de produits de menuiserie à prix discount. 
Elle employait 1 500 personnes, 70 magasins, trois usines en France, une en Espagne, une en Roumanie et une en Bolivie. 
Fabrice Vial était en 2009 la 146e fortune française et le patron du chantier naval Couach. 
Elle a fait l'objet d'une cession et la société repreneuse en est Vial Reseau[réf. nécessaire].

## Historique
Le groupe Vial trouve ses origines dans l'entreprise familiale de menuiserie reprise dans les années 1990 par Fabrice Vial pour la transformer en un groupe leader sur la menuiserie discount, possédant, en 2011, plus d'une soixantaine de points de vente en France. Son PDG, Fabrice Vial est tué en Corse le 12 août 2011.
La société Groupe Vial est mise en liquidation judiciaire le 19 novembre 2015.
En août 2015, Thierry Rousseau, dirigeant du réseau Brisach, acquiert 51 % des parts du groupe Vial via sa holding familiale. Les 49 % restants sont partagés entre les deux directeurs généraux associés de l'entreprise, Thierry Chatin et Erick Thomas,,.
La société Vial Réseau est placée en liquidation judiciaire le 24 mai 2018.